# MTV (Suisse)
MTV en Suisse est une chaîne de télévision musicale suisse en langue allemande.

## Histoire de la chaîne
Dès 2004, MTV commença par diffuser des annonces publicitaires spécifiques à la Suisse alémanique en décrochage du signal allemand MTV Central. 
Dès avril 2009, sur un programme diffusant 24/24 le signal allemand, la chaîne annonce qu'elle diffusera quelques programmes spécifiques à la Suisse. 
La chaîne se fait officiellement enregistrer par l'OFCOM le 20 juin 2011 et annonce que la société VIVA Media GmbH (via Viacom) détient 100 % du capital des actions. Le signal officiellement annoncé sert à remplacer la chaîne sœur Viva Schweiz qui cesse d'émettre en 2011 pour laisser le nouveau canal libre à MTV Schweiz.

## Diffusion
La chaîne est diffusée uniquement et exclusivement par UPC Cablecom.

## Programme
MTV Schweiz diffuse un programme analogue à celui de MTV Germany. Quelques émissions sont présentées en suisse-allemand et les publicités sont toutes à destination d'un public alémanique. La régie publicitaire est assurée par Goldbach Media.
Pour son lancement, la chaîne s'est illustrée par une série de publicités et de cartoons pour la lutte contre le SIDA jouant sur l'humour et la prévention.

## Annexe